# Coppa di Lega Italo-Inglese 1975
La Coppa di Lega Italo-Inglese 1975 fu la 4ª edizione dell'omonima competizione e fu vinta dalla Fiorentina.

## Avvenimenti
La competizione fu disputata dalla Fiorentina, in quanto vincitrice della Coppa Italia, e dal West Ham, vincitrice della Coppa d'Inghilterra.
Nell'ambito della Coppa di Lega Italo-Inglese furono giocate due partite: la prima, disputata il 3 settembre 1975 allo Comunale di Firenze, fu vinta dalla squadra italiana per 1–0, con gol segnato da Vincenzo Guerini; la seconda fu giocata il 10 dicembre allo Stadio Upton Park di Londra e si concluse anch'essa con un risultato favorevole ai viola, con gol segnato da Walter Speggiorin. Il trofeo fu assegnato alla Fiorentina al termine della seconda partita.

## Stadio di Firenze
| Firenze 3 settembre 1975                      | Fiorentina | 1 – 0 referto | West Ham Utd | Comunale |
| \| \| \| \| \| Guerini 19’ \| Marcatori \| \| |            |               |              |          |
|                                               |            |               |              |          |
| Guerini 19’                                   | Marcatori  |               |              |          |

## Stadio di Londra
| Londra 10 dicembre 1975                          | West Ham Utd | 0 – 1 referto  | Fiorentina | Upton Park |
| \| \| \| \| \| \| Marcatori \| 19’ Speggiorin \| |              |                |            |            |
|                                                  |              |                |            |            |
|                                                  | Marcatori    | 19’ Speggiorin |            |            |

| West Ham | Fiorentina |

|               |    |                                 |  |    |
|               |    |                                 |  |    |
| P             | 1  | Mervyn Day                      |  |    |
| D             | 2  | John McDowell                   |  | ?’ |
| D             | 3  | Frank Lampard                   |  |    |
| D             | 4  | Pat Holland                     |  |    |
| D             | 5  | Tommy Taylor                    |  |    |
| C             | 6  | Kevin Loch                      |  |    |
| C             | 7  | Alan Taylor                     |  |    |
| C             | 8  | Graham Paddon                   |  |    |
| A             | 9  | Billy Jennings                  |  |    |
| C             | 10 | Trevor Brooking                 |  |    |
| A             | 11 | Johnny Ayris                    |  | ?’ |
| Sostituzioni: |    |                                 |  |    |
| A             | 12 | Keith Coleman - Alan Curbishley |  | ?’ |
| Allenatore:   |    |                                 |  |    |
| John Lyall    |    |                                 |  |    |

|               |    |                     |  |    |
|               |    |                     |  |    |
| P             | 1  | Massimo Mattolini   |  |    |
| D             | 2  | Giancarlo Galdiolo  |  |    |
| D             | 3  | Alessio Tendi       |  |    |
| D             | 4  | Ennio Pellegrini    |  |    |
| D             | 5  | Mauro Della Martira |  |    |
| C             | 6  | Bruno Beatrice      |  |    |
| C             | 7  | Claudio Desolati    |  |    |
| C             | 8  | Claudio Merlo       |  |    |
| C             | 9  | Gianfranco Casarsa  |  |    |
| A             | 10 | Giancarlo Antognoni |  |    |
| A             | 11 | Walter Speggiorin   |  | ?’ |
| Sostituzioni: |    |                     |  |    |
| A             | 12 | Carlo Bresciani     |  | ?’ |
| Allenatore:   |    |                     |  |    |
| Carlo Mazzone |    |                     |  |    |